# Colonia Movimiento Urbano Popular
Colonia Movimiento Urbano Popular är en ort i Mexiko.   Den ligger i kommunen Lázaro Cárdenas och delstaten Michoacán de Ocampo, i den södra delen av landet, 400 km väster om huvudstaden Mexico City. Colonia Movimiento Urbano Popular ligger 54 meter över havet och antalet invånare är 350.
Terrängen runt Colonia Movimiento Urbano Popular är platt åt sydost, men åt nordväst är den kuperad. Terrängen runt Colonia Movimiento Urbano Popular sluttar söderut. Runt Colonia Movimiento Urbano Popular är det ganska tätbefolkat, med 134 invånare per kvadratkilometer. Närmaste större samhälle är Guacamayas, 2,2 km sydväst om Colonia Movimiento Urbano Popular. Omgivningarna runt Colonia Movimiento Urbano Popular är en mosaik av jordbruksmark och naturlig växtlighet.